# Teen Cop
Teen Cop (Originaltitel: Underclassmen) ist eine US-amerikanisch-kanadische Krimikomödie aus dem Jahr 2004. Regie führte Marcos Siega, der Film erinnert an den Stil der Beverly-Hills-Cop-Reihe.

## Handlung
Tracy Stokes ist ein junger Polizist, der allzu temperamentvoll seine Einsätze auf der Fahrradstreife regelmäßig versemmelt. Da er recht jung aussieht, bekommt er trotzdem die Chance bei einem Undercover-Einsatz auf einer Eliteschule, der Westbury School, zu ermitteln. Er kann sich mit Rob Donovan, den er beschatten soll, bekannt machen und kann auch in dessen Basketball-Team auftrumpfen. Bei Privatpartys werden regelmäßig Autos gestohlen, jedoch versagen die extra eingesetzten Polizisten. Trey sieht einen Truck mit verdeckten Autos und kann die Spur verfolgen und gerät in eine Lagerhalle, wo der Verdächtige Donovan auftaucht. Der Boss des ganzen, Schulleiter Powers, beauftragt seine jungen Mitarbeiter zur Ermordung des Undercover-Cops. Dieser kann sich nach einem Schusswechsel mit Hilfe seiner Polizei-Kollegen befreien. Seine Spanischlehrerin Karen jedoch wird als Geisel abgeführt. Mit der Handy-Ortung kann das Polizei-Team die Bande bei ihrem Autodeal am Hafen aufdecken. Nach einer Flucht mit dem Boot und einem Schlagabtausch mit Tracy verunglückt Schulleiter Powers nach einer Kollision mit einem Schleppkahn. Letztlich wird Tracy Stokes für seinen außerordentlichen Einsatz beglückwünscht.

## Kritiken
Die Kritiken zu Teen Cop fielen überwiegend negativ aus. Auf Rotten Tomatoes bewerteten 6 % der Kritiker den Film positiv. Die Nutzer der Internet Movie Database vergaben im Durchschnitt 4,3 von 10 positiven Stimmen für Teen Cop. Das Lexikon des internationalen Films resümiert: „Kriminalkomödie als Vehikel für den MTV-Moderator Nick Cannon, der mit flotten Sprüchen und lauen Späßen in die Nachfolge von Ex-Beverly-Hills-Cop Eddie Murphy gehievt werden soll.“ Die Filmzeitschrift Cinema zieht Fazit: „Statt HipHop-Action nur 80er-Jahre-Kalauer“.